# Jewgeni Michailowitsch Tarejew
Jewgeni Michailowitsch Tarejew (russisch Евгений Михайлович Тареев, wiss. Transliteration Jewgenij Michajlovič Tareev; * 13. Maijul. / 25. Mai 1895greg. in Pskow, Russisches Kaiserreich; † 17. August 1986 in Moskau, UdSSR)
war ein sowjetischer Internist, Pathophysiologe, Verdienter Wissenschaftler und Akademiemitglied. Er lieferte bedeutende Arbeiten zur Nephrologie, Hepatologie, Rheumatologie, Parasitologie, Kardiologie und innere Medizin. Er erhielt den Stalinpreis (1946), den Titel „Held der sozialistischen Arbeit“ (1965), den Leninpreis (1974) und den Staatspreis der UdSSR (1983).

## Leben
Tarejew verbrachte seine frühe Kindheit im südwestlich von Sankt-Petersburg gelegenen Pskow, Hauptstadt des damaligen, gleichnamigen Gouvernements. Sein Vater unterrichtete an einem Priesterseminar. Später zog seine Familie nach Sergijew Possad bei Moskau um. Bis 1913 besuchte er dort ein Gymnasium für Jungen. Anschließend zog Tarejew nach Moskau, um an der medizinischen Fakultät der dortigen Lomonossow-Universität zu studieren. Aufgrund des Ersten Weltkriegs beendete Tarejew sein Studium im Jahr 1917 jedoch vorzeitig.
Nach seinem Studium war er zunächst als Bereichsarzt bei einem Wehrkommando tätig, bevor er ab April 1918 als Assistenzarzt in einer medizinischen Klinik zu arbeiten begann. 1919 wurde er zur Armee einberufen und war als Chefarzt des Krankenhauses in Ufa tätig. Er verließ die Armee aufgrund einer Typhuserkrankung. Im Jahr 1923 arbeitete er als Arzt beim Eisenbahnbau in Tschuwaschien.
1924 war Tarejew Laborassistent am Institut für innere Medizin der staatlichen Universität Moskau. Seit 1929 begann er, unter der Leitung von Professor Maxim Kontschalowski zu arbeiten. Kurze Zeit später folgte die Promotion zum Doktor der Heilwissenschaften. Ab 1936 leitete er die Abteilung für Therapie an der 3. medizinischen Hochschule Moskau.
Tarejew leitete die klinische Abteilung des Instituts für ärztliche Parasitenkunde und Tropenmedizin. Von 1951 bis 1986 arbeitete er als Fachbereichssprecher an der Setschenow-Universität Moskau. Er gehörte zu den Ärzten, die den sowjetischen Diktator Josef Stalin während dessen letzter Lebenstage behandelten. Tarejew studierte mehrere Jahrzehnte lang die Ätiologie, Pathogenese sowie die pathologische Anatomie von Autoimmunkrankheiten der Nieren. Besondere Aufmerksamkeit widmete Tarejew hierbei der idiopathischen Nierenentzündung sowie der akuten und chronischen viralen Hepatitis und der viralen Leberzirrhose.
Im August 1986 wurde Tarejew auf dem Moskauer Nowodewitschi-Friedhof begraben.